# Phật Câu-lưu-tôn
Trong tín ngưỡng Phật giáo, Câu Lưu Tôn hay Câu Lâu Tôn (tiếng Pali: Kakusandha, tiếng Phạn: Krakucchanda, tiếng Tạng: Khorvadjig) là vị Phật thứ 25 trong số 28 vị Phật toàn giác, vị Phật đầu tiên của hiền kiếp (kiếp hiện tại), cũng như vị Phật thứ 4 trong số Bảy vị Phật quá khứ. Tiểu sử của vị Phật này được ghi chép trong Phật sử (Buddhavamsa) của Tiểu bộ kinh (Khuddaka Nikaya), một phần của Kinh Tạng (Sutta Piṭaka), một trong ba bộ kinh sách của Kinh Tạng Pāli (Tripitaka).

## Cuộc đời
Phật Câu Lưu Tôn có họ là Ca Diếp (Kassapa) , sinh ra tại Khemavati (hiện nay là Gotihawa), thuộc quận Kapilavastu, trong vùng Lumbini thuộc miền nam Nepal. Phụ thân ông là Aggidatta (Tự Đắc, 祀得), một giáo sĩ Bà-la-môn của vua Khemankara (An Hòa) xứ Khemavati (An Hòa). Mẫu thân ông là Visakha (Thiện Chi, 善枝). Vợ ông là Virochamana (còn biết đến như là Rocani); ông có một con trai là Uttara (Thượng Thắng, 上勝, con trai của Kakusandha).
Asoka (vua A Dục) từng thăm viếng Gotihawa, Nepal khi ông tới thăm Lumbini, Nepal và cho dựng một cột đá, trên đó có khắc câu chuyện về cuộc viếng thăm của ông lên cột đá này. Cũng có một tháp Phật (stupa) tại Gothihawa. Vì thế, nói chung người ta chấp nhận (vì cột đá này) rằng nơi sinh của Kakusandha là tại Gothihawa, Nepal gần Kapilvastu, Lumbini (Lâm Tì Ni), Devadaha và Ramagrama của Nepal.
Phật Câu Lưu Tôn sống 4.000 năm trong gia đình tại ba nơi: Ruci, Suruci và Vaddhana (hay Rativaddhana). Năm 4.000 tuổi, ông từ bỏ cuộc sống trần tục trong khi đang đi trên một cỗ xe ngựa kéo. Ông tu tập khổ hạnh trong 8 tháng. Trước lúc đạt tới giác ngộ, ông đã ăn một chút cơm nấu bằng nước cốt dừa do con gái của vị Bà-la-môn Vajirindha tại làng Suchirindha cúng dường, cũng như cỏ để làm chỗ ngồi từ yavapalaka Subhadda. Ông giác ngộ dưới gốc cây sirisa (Thi lợi sa, Bồ kết tây hay Lim xanh, Albizia lebbeck), sau đó thuyết pháp lần đầu cho một tăng hội gồm 40.000 Tỳ kheo trong một công viên gần Makila.
Phật Câu Lưu Tôn đã thực hiện một phép màu kép dưới cây sala (Shorea robusta), tại cổng Kannakujja. Trong số những chúng sinh được ông giáo hóa có một dạ xoa (yaksha) hung dữ tên là Naradeva. Câu Lưu Tôn duy trì lễ Phát Lồ sám hối (uposatha) mỗi năm.
Hai đệ tử hàng đầu của ông là Vidhura (Tỳ-lâu, 毗樓) và Sanjiva (Tát-ni, 薩尼), còn trong số các Tỳ kheo ni là Sama và Champa. Vị chấp sự đệ tử (thị giả tỳ kheo) là Buddhija (Thiện Giác, 善覺) . Acchuta và Samana, Nanda và Sunanda là các nam / nữ thí chủ chính của ông. Acchuta đã cho xây dựng một tu viện cho Phật Câu Lưu Tôn tại cùng một nơi mà sau này được Anathapindika mua để lập Jetavana Arama (tu viện rừng cây Jeta) dành cho Phật Thích Ca Mâu Ni.
Theo Tương Ưng Bộ kinh (Samyutta Nikaya) (ii.194), đỉnh Vepulla ở Rajgir khi đó gọi là Pachinvamsa; và những người dân trong khu vực đó là Tivara.
Phật Câu Lưu Tôn cao 40 cubit (20–21 m), nhập diệt ở tuổi 40.000 tại Khemavati. Một tháp Phật (thūpa) từng được dựng trên các thánh tích của ông, với độ cao khoảng 5 km.
Vị Bồ Tát mà sau này trở thành Thái tử Tất-đạt-đa Cồ-đàm (Siddhartha Gautama) thì trong thời Phật Câu Lưu Tôn chính là vua Khema. Câu Lưu Tôn cũng là vị Phật đã tiên đoán rằng vua Khema, người đã dâng cho ông đồ bố thí cùng Y và thuốc men, sẽ trở thành Phật Thích Ca trong tương lai.